# Études décoloniales
Ne doit pas être confondu avec Études postcoloniales.
 (mars 2021).
Le terme d'études décoloniales renvoie à divers courants de pensée hispanophone et lusophone qui émergent en Amérique du Sud au tournant du XXIe siècle puis se développent dans le monde universitaire nord-américain et européen. Le paradigme décolonial s'intéresse initialement à la géopolitique du pouvoir et du savoir hégémonique occidental en lien avec la colonisation européenne des Amériques, puis s'étend à l'emprise culturelle du monde capitaliste à l'ensemble du globe. Cette théorie critique se différencie du courant de pensée anglophone des théories postcoloniales qui se développe dans les années 1980, et de l'anticolonialisme, critique intellectuelle et philosophique de la colonisation politique, juridique et économique qui se fait jour dès la période des Grandes découvertes et est surtout réservé discursivement à une période encadrant l'apogée de l'impérialisme occidental, c'est-à-dire globalement le XIXe siècle et les deux premiers tiers du XXe siècle. Au delà de différences et d'oppositions existant entre diverses tendances au sein des études décoloniales, elles postulent qu'il existe un accord sur le fait que les pouvoirs modernes restent marqués par des pratiques politiques, économiques et surtout par un certain régime occidental de hiérarchisation des connaissances, qui se sont mis en place avec les colonisations successives et n'ont pas disparu avec les décolonisations.
Le terme récent de décolonial vient de l’Amérique latine, mais celui de décolonialité (remise en question discursive de la colonisation des Amériques) s'enracine dans les résistances anciennes à la première colonisation, dès le XVIe siècle. Le sémioticien argentin Walter Mignolo insiste sur l'apport fondateur d'écrivains indigènes comme Guamán Poma de Ayala, qui ont produit au XVIIe siècle une critique du gouvernement espagnol ; de même la révolution haïtienne, avant les indépendances, a été un moment fondateur. Les principaux théoriciens des études décoloniales rejettent l'idée selon laquelle la fin des administrations coloniales et la création des États-nations d’Amérique du Sud ont fait naître un monde décolonisé et post-colonial. Ils postulent que la division internationale du travail entre le centre (l’Europe, puis les États-Unis) et la périphérie (Amérique du Sud, Afrique, Asie), de même que la hiérarchisation raciale des peuples apparue avec la première colonisation, n’ont pas disparu avec la fin du colonialisme. Des auteurs comme Santiago Castro Gómez et Ramón Grosfoguel expliquent que les organisations internationales telles que le Fonds monétaire international et la Banque mondiale sont des outils parmi d’autres afin de maintenir les pays de la périphérie (le Sud global) en position de subordination. Pour les participants au projet Modernité/Colonialité, apparu dans les premières années du XXIe siècle, le capitalisme n’est pas qu'un système économique, ou un système culturel, mais bien un réseau de pouvoir global, économique, politique et épistémique. C'est l'imbrication des différents systèmes qui produit ce qu'ils appellent la colonialité du pouvoir.
Les études décoloniales visent ainsi à souligner des rapports de pouvoir institutionnalisés dans l’organisation du système-monde dans un objectif d’autonomisation des régions dominées par le colonialisme moderne. La critique décoloniale vise un changement global, qui va au delà de l'autonomisation. Les auteurs décoloniaux parlent de colonialité, pas de colonialisme ; ils expliquent que la colonialité est l'envers de la modernité, cette colonialité ne se limitant pas selon eux aux nouvelles formes de domination économique mais passant également par la domination symbolique. La critique ne s’arrête pas aux relations économiques pouvant exister directement entre une ancienne métropole (comme le Portugal) et une ancienne colonie (comme le Brésil), mais bien entre les pays européens et nord-américains et les pays sur lesquels ils ont une emprise économique, culturelle et sociale via le système colonial moderne. Pour l'école décoloniale, il est également possible d'être à la fois colonisés et colonisateurs. C'est ce qu'on voit dans les pays d'Amérique qui marginalisent les communautés autochtones. Dans ce contexte, ces pays ont le double rôle de dominant et dominé. Plutôt que de « pays », formulation qui laisse de côté la conflictualité sociale interne, il faudrait parler du rôle des élites au pouvoir, complices des politiques extractivistes actuelles par exemple, et du colonialisme interne, qui a été théorisé par des auteurs latino-américains.

## Débat postcolonial et décolonial
Il convient de différencier les études décoloniales des études postcoloniales. Bien que les deux tendances portent un discours critique sur le colonialisme, les premières renvoient à l’événement fondateur de la conquête de l'Amérique alors que les secondes réfléchissent aux « héritages coloniaux britanniques en Inde, en Australie, en Afrique et au Moyen Orient des XIXe et XXe siècles ». Ces différences historiques et géographiques entraînent des disparités disciplinaires et politiques qui ont un effet sur les sujets abordés.
- Les études postcoloniales sont donc centrées sur l’héritage laissé par la Grande-Bretagne dans son ancien empire colonial. Ainsi, les États-Unis, l'Inde, ou le Moyen Orient occupent une place importante dans ce discours. Provenant de disciplines comme la littérature, l’histoire et la philosophie, les penseurs postcoloniaux analysent la violence propre à l’acte colonisateur[9] et déchiffrent le symbolisme du discours impérialiste, avec des théoriciens tels Edward Saïd ou Frantz Fanon.
- Les études décoloniales, issues des disciplines de sciences sociales comme la science politique, l'anthropologie, ou la sociologie et s’attellent à une critique de la modernité et du système économique néolibéral. Elles ne s'attaquent pas seulement aux discours mais aussi à la structure du monde moderne-colonial. Il importe de relever que l'approche décoloniale a été profondément modifiée par l'apport du féminisme décolonial dès le milieu des années 2000[10].

## Origine de la pensée décoloniale
La pensée décoloniale qui a été développée au sein du collectif Modernité/Colonialité puise autant dans les résistances mentionnées plus haut que dans les mouvements qui dès la fin du XIXe siècle se sont attaqués à l'impérialisme américain. Un penseur et révolutionnaire comme José Martí, en lutte contre les États-Unis, a construit une critique de la colonialité du pouvoir de l'époque, un intellectuel comme José Carlos Mariátegui, dans les années 1930, communiste hétérodoxe et lucide observateur du racisme à l’œuvre sur le continent sont des gens engagés dans le tournant décolonial. Les années 1960, avec l’émergence des courants critiques, comme la théorie de la dépendance ou la théologie et la philosophie de la libération, ont été le terreau du courant décolonial. Dans le monde occidental, c'est la seconde partie des années 1990, avec l'émergence du concept de colonialité du pouvoir chez le sociologue Aníbal Quijano, mais aussi des travaux précurseurs comme ceux de Walter Mignolo et Enrique Dussel, que le courant décolonial commence à s'élaborer,. Dans la première décennie du XXIe siècle, d'autres intellectuels participent à des rencontres mais sans jamais former un groupe ni une école[évasif].

## Auteurs principaux du courant décolonial
Étant donné que les études décoloniales ne sont pas francophones à l’origine, leur pénétration des débats de science politique occidentale en français ne s’est pas faite aussi vite que les études postcoloniales. Ces dernières ont été popularisées aux États-Unis, qui possèdent une place de choix dans l’univers académique et une langue plus commune à travers le monde. Les études décoloniales se développent de façon particulièrement diversifiée au Canada, où la dualité linguistique fait en sorte de générer d'une part une littérature en français (souvent axée sur la question québécoise) et d'autre part un corpus en anglais. Ces deux corpus issus de traditions culturelles très distinctes ont en commun d'être liés directement aux questions autochtones. En France, la diffusion a été très lente. On notera néanmoins qu'un auteur comme Enrique Dussel est traduit régulièrement en France depuis les années soixante-dix.
La perspective postcoloniale étudie quant à elle les anciennes colonies françaises en Afrique du Nord, ce qui explique la plus grande popularité du post-colonialisme dans le débat francophone par rapport aux études décoloniales.
L’auteure Capucine Boidin dresse dans un de ses textes une liste des auteurs principaux dans le courant décolonial : le philosophe argentin de la libération Enrique Dussel (Mexique), le sociologue péruvien Aníbal Quijano, le sémioticien et théoricien culturel argentin-américain Walter D. Mignolo, le philosophe colombien Santiago Castro Gómez, la sémioticienne argentine Zulma Palermo, les anthropologues colombiens Arturo Escobar, le sociologue vénézuélien Edgardo Lander (es), l’anthropologue vénézuélien Fernando Coronil (es), le philosophe portoricain Nelson Maldonado-Torres (en), le sociologue portoricain Ramón Grosfoguel, la spécialiste en études culturelles américaine Catherine Walsh et la critique littéraire allemande Freya Schiwy.
La première anthologie d'auteurs décoloniaux, Penser l'envers obscur de la Modernité, est parue cinq ans après le travail effectué par Capucine Boidin. Quant à la Revue d'études décoloniales, qui existe depuis 2016, elle reste très confidentielle. La traduction de Sentirpensar con la tierra a éveillé l'interêt en 2018; elle a été suivie de la traduction d'Autonomía y diseño, toujours d'Arturo Escobar (consultable en ligne, aux presses d'EuroPhilosophie).

## Sujets principaux débattus

### Race
Selon Anibal Quijano, le concept de race est l’instrument de domination sociale le plus efficace inventé durant les 500 dernières années. Imposé sur les peuples autochtones dès la découverte de l’Amérique à la fin du XVe siècle, elle a été intégrée à l’impérialisme européen au cours des siècles qui ont suivi. Les colonisateurs ont alors imposé l’idée de la « race » comme outil de classification en s’assurant de se retrouver du côté dominant de l’histoire. D’un côté on retrouve alors ceux qui détiennent le pouvoir, les « blancs », et de l’autre les dominés, les « indiens » (ceux qu’on appelle aujourd’hui des autochtones) ou les « noirs ». La notion de « race » aurait donc orienté le pouvoir entre les mains des Européens, ceux-là mêmes qui entreprenaient des courses à la colonisation aux XVIIe et XVIIIe siècles. Par la suite, ce pouvoir a été utilisé pour organiser la distribution mondiale du travail et des échanges, toujours en faveur de ceux écrivant les règles du jeu : les « Occidentaux ». Santiago Castro-Gomez et Ramon Grosfoguel ajoutent dans la préface de leur livre El giro decolonial que la race, loin de n’être qu’une construction sociale, est également un élément constitutif de l’accumulation du capital. Autrement dit, la construction de la race et le racisme seraient les bases du capitalisme et auraient contribué à construire les civilisations actuelles. Cette critique est visible à travers l’esclavage, mais aussi dans la distribution du capital dans le monde moderne.
Selon les chercheurs en thèses décoloniales, l'État français moderne serait « structurellement raciste ».

### Modernité
Pour les auteurs  de l'approche décoloniale, la modernité force une compréhension linéaire et unidirectionnelle du développement. Elle crée une opposition entre les pays « sous-développés » ou en « développement » et ceux qui sont « développés ». Ainsi, Maria Lugones, chercheuse féministe décoloniale, explique que les pays du Sud sont perçus comme plus primitifs (sur les plans économique, cognitif, technologique et social), ce qui légitime le comportement colonial du Nord envers eux,. Puisque plus avancé et développé, le mode de vie européen et nord-américain devient donc « supérieur » et « souhaitable ».
D'autres chercheurs comme Ramón Grosfoguel et Santiago Castro Gómez ajoutent de plus dans El giro decolonial, ouvrage traitant du tournant décolonial, qu’à force de séparer les régions du monde entre pays avancés/développés et pays en retard/sous-développés, on crée l’impression que ce qui s’y passe a lieu dans des époques totalement différentes qui ne seraient pas liées entre elles, alors que c’est bel et bien la construction discursive de pays « développés » qui créent les pays « sous-développés ».
Le concept de modernité est entendu par l’école décoloniale comme un narratif européen et occidental dont la face cachée est le colonialisme. Ces deux facettes sont inextricables l’une de l’autre. Ainsi, la modernité globale implique la colonialité globale, dans le sens que la matrice coloniale du pouvoir (la colonialité) est disputée par de nombreuses régions du monde. Les concepts de modernité et de colonialisme sont discutés dans des groupes comme le collectif modernité/colonialité.

### Genre
Dans certaines approches mêlant féminisme intersectionnel et décolonialisme, le genre est conçu comme une construction sociale faite par le pouvoir capitaliste, euro-centré et global. Dans ses textes, Maria Lugones explique que la société n’a pas nécessairement à être organisée selon un système binaire divisant le monde entre hommes et femmes. Loin d’être fondamentalement humaine, la division genrée des civilisations occidentales est une imposition et un système d’oppression au même titre que l’hétérosexualité et la race. Comme dans tous les cas de système d’oppression, ces derniers sont établis par les groupes dominants : les hommes blancs européens. Pour Lugones, jusqu’au début du XXe siècle, la fonction reproductive était considérée comme fondamentale pour déterminer la féminité d’une femme. Ces caractéristiques ont changé avec le temps, ce qui démontre par conséquent que le genre est une construction sociale. Lugones explique donc que la division genrée des sociétés n’est pas organisée par des facteurs biologiques, mais bien par la société dominante. Cette dernière ayant changé dans le passé, on peut s’imaginer qu’elle changera aussi dans le futur.
Dans ses textes, Lugones utilise comme exemple des tribus amazoniennes dans lesquelles, avant l’invasion occidentale, la division de la société n’était pas faite selon le genre. Elle explique qu'à la suite de l’imposition du système de genre binaire par les Européens, ceux qui se sont vus attribuer le rôle d’homme sont devenus des complices d’une fabulation dans laquelle les femmes étaient inférieures. Cette transformation est fondamentale ; dans beaucoup de tribus, la féminité était vénérée et considérée comme un élément créateur. Les colonisateurs ont donc coopté les hommes indigènes pour affaiblir la position des femmes dans la société. Elle utilise ce phénomène pour expliquer que beaucoup d’hommes ne cherchent pas à remettre en question le patriarcat : c’est qu’en fait le changement ne serait pas à leur avantage.

### Colonialité du pouvoir
Anibal Quijano explique dans ses livres que c’est le système capitaliste blanc qui détient le pouvoir. Selon lui, le pouvoir est structuré en relations de dominations, d’exploitation et de conflits entre acteurs sociaux qui se disputent le contrôle des quatre milieux d'existence fondamentaux des êtres humains : le sexe, le travail, l’autorité collective et l’intersubjectivité/subjectivité. Cette distribution du pouvoir est détenue par le pouvoir colonial de manière consciente et intentionnelle. L’idée de colonialité du pouvoir divise le monde entre dominés et dominants et transporte les relations de dominations de l’ère coloniale au présent. Quijano, qui développe le concept de la colonialité du pouvoir la conçoit comme une matrice coloniale du pouvoir, un moule que le pouvoir utilise pour façonner le monde.

### Hiérarchie du pouvoir
Ramon Grosfoguel répertorie dans l'article « Les implications des altérités épistémiques dans la redéfinition du capitalisme global » une suite de hiérarchies du pouvoir maintenues en place par le système-monde capitaliste. On y retrouve entre autres (et sans priorisation) : la hiérarchie de classe, de race, de genre et d'hétéronormativité ainsi qu’une hiérarchie religieuse qui privilégie les chrétiens par rapport aux spiritualités non-chrétiennes ou non-occidentales. Grosfoguel mentionne également une hiérarchie épistémique dans laquelle « les connaissances occidentales sont privilégiées sur les cosmologies et sur les connaissances non-occidentales et institutionnalisées à travers le système global des universités ; alors que les « autres » produisent des religions, du folklore, des mythes, jamais des théories ou des connaissances. » Il termine en faisant état d’une hiérarchie linguistique entre langues européennes et langues non-européennes. Pour lui, « les premières se confondent avec la production de connaissances et la communication et les secondes, subalternes, sont représentées comme de simples créatrices de folklore ou de cultures ».

## Critiques en France et à l'étranger
Dans le monde francophone, deux ouvrages sont parus  qui proposent un bilan et une présentation critique du courant décolonial latino-américain. il s'agit de Pensées décoloniales. Une introduction aux théories critiques d'Amérique latine, publié en 2023 à la Découverte et de Un dictionnaire décolonial, publié en ligne aux Éditions Science et Bien commun en 2021. Dans les deux ouvrages, on trouve une volonté de situer la perspective décoloniale dans l'histoire de la pensée critique latino-américaine, et une attention au courant féministe décolonial encore très mal connu en France malgré le travail d'universitaires comme la sociologue Jules Falquet[réf. nécessaire].
On remarquera dans le premier ouvrage cité, écrit par Philippe Colin et Lissel Quiroz, l'accent mis sur  des intellectuels inconnus en France, par exemple le sociologue mexicain Pablo González Casanova, qui va théoriser le colonialisme interne dans les années soixante, ou de l'historien mexicain Sergio Bagú, premier critique de la thèse longtemps dominante d'un féodalisme latino-américain, et premier à formuler une analyse de la modernité du système qui se met en place avec la colonisation de l'Amérique latine annonçant ce qui serait repris plus tard, par la théorie de la dépendance, puis par la théorie du système monde moderne colonial[réf. nécessaire].
Un dictionnaire décolonial propose des entrées qui tracent des liens entre le courant décolonial et des phénomènes, du passé ou actuels, qui ont pour point commun l'agentivité indigène qu'il s'agisse des nombreuses rébellions indigènes, de l'importance de la dynamique autonome pour les populations autochtones d'aujourd'hui, ou encore des formes indigènes de féminisme[réf. nécessaire].
Dans le monde hispanophone Pierre Gaussens et Gaya Makaran ont codirigé un important recueil collectif Piel blanca, máscaras negras. Crítica de la razón decolonial (« Peau blanche, masques noirs. Critique de la raison décoloniale »), paru au Mexique fin 2020 aux éditions Bajo Tierra, qui constitue la première critique d'envergure en Amérique des études décoloniales issues du projet Modernité/Colonialité/Décolonialité. Réunissant de nombreux chercheurs, l'ouvrage contredit de nombreux développements théoriques des études décoloniales, notamment pour ce qui concerne les œuvres de Walter Mignolo et Ramón Grosfoguel, et évalue leur (in)efficacité sur le terrain à travers des expériences de lutte sociale en Amériques centrale et du Sud.
En France, pour certains critiques[Qui ?], le système de pensée des thèses décoloniales serait celui d'un monde intégralement clivé entre les bons indigènes et les mauvais Blancs. Il s'agirait d'un retournement des valeurs des empires coloniaux où les Blancs étaient perçus comme supérieurs. Le « décolonialisme » réinstaurerait un système totalitaire qui racialiserait les individus et opposerait une majorité dominante à une minorité racialisée,,.
En 2005, les historiens Gilbert Meynier et Pierre Vidal-Naquet publient dans la revue Esprit une recension critique de l'ouvrage Coloniser, exterminer. Sur la guerre et l’État colonial d'Olivier Le Cour Grandmaison, considéré comme un pilier de la théorie décoloniale française, et qu'ils décrivent comme une « entreprise idéologique frauduleuse ».
Selon Benjamin Stora, le sujet serait « préempté par de jeunes doctorants en sociologie parfois très dogmatiques ». Les chercheurs en thèses décoloniales assumeraient d'être des militants politiques.
Dans le milieu universitaire français, le « décolonialisme » gagnerait[évasif] du terrain et les opinions divergentes n'oseraient plus s'exprimer. Les chercheurs qui s'opposent à ces réseaux seraient[évasif] accusés d'islamophobie et de racisme,,.[non neutre]
En 2020, Pierre-André Taguieff publie un livre intitulé L'imposture décoloniale : Science imaginaire et pseudo-antiracisme,, dans lequel il dénonce un supposé sectarisme et un potentiel dogmatisme des auteurs se réclamant des études décoloniales et déplore l’« essentialisation des identités minoritaires, qui racialise les questions sociales et politiques, communautarismes exclusifs qui divisent et opposent les citoyens, instrumentalisations cyniques de minorités supposées victimes d’une imaginaire « République blanche », attaques contre la liberté d’expression, les libertés académiques et la laïcité. »,. Pour Nicolas Bancel et Pascal Blanchard, « il en dresse bien entendu l’ultime conclusion, affirmant que cette pensée prépare ni plus ni moins que le terrorisme, cherchant l’alliance avec les islamistes (via les « islamo-gauchistes »), avec en tête une idée fixe : faire du passé colonial le moyen de contester le « passé glorieux de la France » pour finalement abattre la République ».
Les liens supposés entre certains chercheurs et des organisations islamistes provoquent régulièrement de vives polémiques. Des associations islamiques liées au CCIF, aux Frères musulmans ou encore à Tariq Ramadan sont régulièrement invitées[Par qui ?]. L’invitation d'une personne fichée S dans un colloque contre l'islamophobie a notamment entraîné une polémique puis l'annulation dudit colloque.

#### Ouvrages
- Claudia Bourguignon Rougier (coord.), Un dictionnaire décolonial, éditions Science et Bien commun, Québec, 2021.
- Philippe Colin et Lissel Quiroz, Pensées décoloniales. Une introduction aux théories critiques d'Amérique latine, éditions de La Découverte, Paris, 2023.
- Olivier Le Cour Grandmaison, Coloniser, exterminer : sur la guerre et l'État colonial, Paris, Fayard, 2005, 374 p. (ISBN 978-2-213-62316-0)
- Anne-Sophie Nogaret et Sami Biasoni, Français malgré eux. Racialistes, décolonialistes, indigénistes : ceux qui veulent déconstruire la France, éditions L'Artilleur, 2020  (ISBN 978-2810009374).
- Pierre-André Taguieff, L’Imposture décoloniale. Science imaginaire et pseudo-antiracisme, éditions de l'Observatoire, 2020.
- (es) Pierre Gaussens et Gaya Makaran (dir.), Piel blanca, máscaras negras. Crítica de la razón decolonial (« Peau blanche, masques noirs. Critique de la raison décoloniale »), avec Daniel Inclán, Rodrigo Castro Orellana, Bryan Jacob Bonilla Avendaño, Martín Cortés et Andrea Barriga, éditions Bajo Tierra, Mexique, 2020.
  - (fr) Critique de la raison décoloniale. Sur une contre-révolution intellectuelle, traduit de l'espagnol par Mikaël Faujour et Pierre Madelin, avant-propos de Mikaël Faujour, éditions L'Échappée, coll. « Versus », octobre 2024, 256 p.  (ISBN 9782373091571).
- Alain Policar, L'Inquiétante Familiarité de la race : décolonialisme, intersectionnalité et universalisme, éditions Le Bord de l'eau, 2020.

#### Articles
- Gilbert Meynier et Pierre Vidal-Naquet, « Coloniser, exterminer : de vérités bonnes à dire à l’art de la simplification idéologique », Esprit,‎ 2005, p. 162-176
- Walter Mignolo, « Géopolitique de la sensibilité et du savoir. (Dé)colonialité, pensée frontalière et désobéissance épistémologique », Mouvements, vol. 73, no. 1, 2013, p. 181-190 (DOI 10.3917/mouv.073.0181)
- Aníbal Quijano, « "Race" et colonialité du pouvoir », Mouvements, 2007, p. 111-118 (DOI 10.3917/mouv.051.0111)

#### Droit international
- Anthropologie juridique, Coutume, Savoirs traditionnels
- Peuple autochtone, Droit des peuples autochtones (Déclaration des Nations unies sur les droits des peuples autochtones)
- Néocolonialisme, Droit des peuples à disposer d'eux-mêmes